# هارلی ام. کیلگور
هارلی ام. کیلگور (به انگلیسی: Harley Martin Kilgore) سناتور سابق عضو حزب دموکرات ایالات متحده آمریکا بود. وی در سال ۱۹۴۱ تا ۱۹۵۶ میلادی سناتور ایالت ویرجینیای غربی در سنای ایالات متحده آمریکا بود.